# Aldo Gardini
Aldo Gardini (Genova, 14 gennaio 1888 – Genova, 21 aprile 1958) è stato un imprenditore e politico italiano, preside della Provincia di Genova dal 1929 al 1940 e podestà di Genova dal 1940 al 1944.